# 1. Liga (Polen) 2021/22
Die 1. Liga 2021/22, aus Sponsorengründen auch Fortuna I-Liga genannt, war die 74. Spielzeit der zweithöchsten polnischen Fußball-Spielklasse der Herren. Sie begann am 30. Juli 2021 und endete am 22. Mai 2022.
Absteiger aus der Ekstraklasa war Podbeskidzie Bielsko-Biała. Aufsteiger aus der dritten polnischen Liga waren GKS Katowice, Górnik Polkowice und Skra Częstochowa.

## Modus
Die 18 Mannschaften spielten an 34 Spieltagen jeweils zweimal gegeneinander; einmal zuhause und einmal auswärts. Der Tabellenerste und -zweite steigen direkt in die Ekstraklasa auf. Die Teams auf den Plätzen drei bis sechs ermittelten in den Play-offs den dritten Aufsteiger. Die drei letzten Teams steigen ab.

## Teilnehmer
An der 1. Liga 2021/22 nahmen folgende 18 Mannschaften teil:
| Verein                     | Stadt            | Stadion                     | Kapazität |
| -------------------------- | ---------------- | --------------------------- | --------- |
| Arka Gdynia                | Gdynia           | Stadion Miejski             | 15.1390   |
| Podbeskidzie Bielsko-Biała | Bielsko-Biała    | Stadion Miejski             | 15.292    |
| Chrobry Głogów             | Głogów           | Chobry Stadion              | 2.817     |
| CWKS Resovia               | Rzeszów          | Resovia-Stadion             | 3.420     |
| Górnik Polkowice           | Polkowice        | KS Polkowice-Stadion        | 4.635     |
| GKS 1962 Jastrzębie        | Jastrzębie-Zdrój | Stadion Miejski             | 14.9000   |
| GKS Tychy                  | Tychy            | Stadion Miejski             | 15.1500   |
| Korona Kielce              | Kielce           | Suzuki Arena                | 15.5500   |
| ŁKS Łódź                   | Łódź             | ŁKS-Stadion                 | 5.700     |
| Miedź Legnica              | Legnica          | Stadion Miejski             | 6.177     |
| Odra Opole                 | Opole            | Stadion Miejski             | 5.500     |
| Puszcza Niepołomice        | Niepołomice      | Stadion Miejski             | 2.118     |
| GKS Katowice               | Katowice         | GKS Katowice-Stadion        | 9.511     |
| Sandecja Nowy Sącz         | Nowy Sącz        | Ojciec-Władysław-Augustynek | 7.000     |
| OKS Stomil Olsztyn         | Olsztyn          | Stadion OSiR                | 2.579     |
| Widzew Łódź                | Łódź             | Widzew-Stadion              | 18.0080   |
| Zagłębie Sosnowiec         | Sosnowiec        | Stadion Ludowy              | 5.500     |
| Skra Częstochowa           | Częstochowa      | GIEKSA Arena                | 5.264     |

## Abschlusstabelle
| Pl. | Verein                         | Sp. | S  | U  | N  | Tore    | Diff. | Punkte |
| --- | ------------------------------ | --- | -- | -- | -- | ------- | ----- | ------ |
| 1.  | Miedź Legnica                  | 34  | 23 | 8  | 3  | 056:220 | +34   | 77     |
| 2.  | Widzew Łódź                    | 34  | 18 | 8  | 8  | 053:380 | +15   | 62     |
| 3.  | Arka Gdynia                    | 34  | 19 | 4  | 11 | 062:390 | +23   | 61     |
| 4.  | Korona Kielce                  | 34  | 15 | 11 | 8  | 046:370 | +9    | 56     |
| 5.  | Odra Opole                     | 34  | 14 | 9  | 11 | 051:460 | +5    | 51     |
| 6.  | Chrobry Głogów                 | 34  | 13 | 11 | 10 | 043:340 | +9    | 50     |
| 7.  | Sandecja Nowy Sącz             | 34  | 12 | 11 | 11 | 039:360 | +3    | 47     |
| 8.  | GKS Katowice (N)               | 34  | 11 | 13 | 10 | 044:470 | −3    | 46     |
| 9.  | Podbeskidzie Bielsko-Biała (A) | 34  | 11 | 12 | 11 | 048:410 | +7    | 45     |
| 10. | ŁKS Łódź                       | 34  | 12 | 9  | 13 | 033:370 | −4    | 45     |
| 11. | CWKS Resovia                   | 34  | 11 | 11 | 12 | 042:390 | +3    | 44     |
| 12. | GKS Tychy                      | 34  | 11 | 11 | 12 | 037:410 | −4    | 44     |
| 13. | Skra Częstochowa (N)           | 34  | 8  | 14 | 12 | 028:410 | −13   | 38     |
| 14. | Puszcza Niepołomice            | 34  | 10 | 7  | 17 | 041:500 | −9    | 37     |
| 15. | Zagłębie Sosnowiec             | 34  | 8  | 12 | 14 | 041:480 | −7    | 36     |
| 16. | OKS Stomil Olsztyn             | 34  | 10 | 5  | 19 | 032:520 | −20   | 35     |
| 17. | Górnik Polkowice (N)           | 34  | 5  | 14 | 15 | 032:540 | −22   | 29     |
| 18. | GKS 1962 Jastrzębie            | 34  | 5  | 10 | 19 | 032:580 | −26   | 25     |

Platzierungskriterien: 1. Punkte – 2. Direkter Vergleich (Punkte, Tordifferenz, geschossene Tore) – 3. Tordifferenz – 4. geschossene Tore

| (A) | Absteiger aus der Ekstraklasa 2020/21 |
| (N) | Aufsteiger aus der 2. Liga 2020/21    |

## Play-offs

### Halbfinale
| Datum      |               | Ergebnis |                |
| ---------- | ------------- | -------- | -------------- |
| 26.05.2022 | Korona Kielce | 3:0      | Odra Opole     |
| 26.05.2022 | Arka Gdynia   | 0:2      | Chrobry Głogów |

### Finale
| Datum      |               | Ergebnis |                |
| ---------- | ------------- | -------- | -------------- |
| 29.05.2022 | Korona Kielce | 3:2      | Chrobry Głogów |

## Torschützenliste
| Pl. | Name               | Mannschaft                 | Tore |
| --- | ------------------ | -------------------------- | ---- |
| 01. | Kamil Biliński     | Podbeskidzie Bielsko-Biała | 19   |
| 02. | Szymon Sobczak     | Zagłębie Sosnowiec         | 17   |
| 03. | Hubert Adamczyk    | Arka Gdynia                | 14   |
| 03. | Patryk Makuch      | Miedź Legnica              | 14   |
| 05. | Karol Czubak       | Arka Gdynia                | 12   |
| 06. | Szymon Kobusiński  | Puszcza Niepołomice        | 11   |
| 06. | Patryk Mikita      | OKS Stomil Olsztyn         | 11   |
| 06. | Mateusz Piątkowski | Górnik Polkowice           | 11   |
| 06. | Filip Szymczak     | GKS Katowice               | 11   |
| 10. | Mikołaj Lebedyński | Chrobry Głogów             | 10   |
| 10. | Tomáš Mikinič      | Odra Opole                 | 10   |
| 10. | Pirulo             | ŁKS Łódź                   | 10   |